# Субботники
Суббо́тники (русские евреи, в просторечии жидовствующие, новые жиды; самоназвания: субботники, геры, очень редко — евреи) — иудейское/иудействующее движение, зародившееся среди русских помещичьих крестьян на рубеже XVII—XVIII веков в центральных губерниях России, последователи которого соблюдают субботу, совершают обрезание и другие предписания иудаизма. Субботники — народное название этого движения. Часть переселилась в Израиль, другая часть переехала из традиционных мест проживания в регионы Закавказья и в Россию.
Факты, которые подтверждали бы преемственную связь движения субботников с «ересью жидовствующих» XV–XVI веков, отсутствуют.

## Названия
Самоназвание — «субботники», «геры» (от гиюр), очень редко — «евреи» («Мы сами не знаем, кто мы… Евреи бывшие?»). Правительство Российской империи именовало их «жидовствующими» в указе 1825 года «О мерах к отвращению распространения жидовской секты под названием „субботников“».

## Предыстория
Реформы Петра I, вдохновлявшегося опытом протестантских стран, имели, в частности, целью религиозное просвещение. Был объявлен приоритет Священного Писания над церковной традицией, догматов — над обрядом. Пётр I и его сподвижники разрешили самостоятельное чтение Библии, что в православной традиции не поощрялось.
Простые люди, читая или слушая Библию, замечали большое число, по их мнению, несоответствий между её содержанием и известной им церковной реальностью. Это стало одной из причин возникновения новых религиозных групп, идеи которых были близки к основным идеям европейской Реформации: отказ от священства, почитания икон и святых и совершения таинств. Другой причиной стало разочарование в традиционных религиозных институтах.

## История

### XVIII век
Первые документальные известия о субботниках появляются лишь в начале XVIII века. Субботников под разными наименованиях упоминает в письмах 1700-х годов публицист и экономист Иван Посошков. Они упомянуты и в «Розыске о раскольничьей барынской вере…», написанном в 1709 году и опубликованном в 1745 году, митрополита Дмитрия Ростовского о секте щельников на Дону: «… иже по-жидовски субботу постят». Конкретно о субботниках говорилось лишь, что они с религиозными целями праздновали не воскресенье, а субботу и отвергали почитание икон.
В 1770—1780-е годы, как и во весь период правления Екатерины II, который был благоприятен для сектантства, наблюдается особенное распространение субботничества. Первая официальная информация о субботниках появляется в конце XVIII века. Так, донской казак Косяков в 1797 году, во время нахождения на службе, «принял иудейскую веру» от местного учителя, которым был субботник Филипп Донской, а по возвращении на Дон начал распространять новое учение. Вместе с братом Косяков обращается к наказному атаману Войска Донского с ходатайством о свободном исповедании своей веры. Результат этого обращения неизвестен.

### XIX век
В начале XIX века многие из числа жителей города Александрова на Кавказской линии (позже город Александровская Станция Ставропольской губернии) — купцы и мещане по субботам стали уклоняться от исполнения общественных повинностей. Они составили большую часть населения и добились освобождения от всяких работ в субботний день. Позднее все жители города были зачислены в Хопёрский казачий полк. Однако такое терпимое отношение местных властей к субботникам было исключением. В начале XIX века стали формироваться новые центры субботничества в губерниях, которые не выходили в черту оседлости (в Московской, Тульской, Орловской, Рязанской, Тамбовской, Воронежской, Архангельской, Пензенской, Саратовской, Ставропольской, Области Войска Донского), власти начали против них применять репрессии. В Воронежской губернии в 1806 году обнаружили группу субботников и большинство из них насильственным образом обратили в православие. Несломленные «зачинщики» были сданы в солдаты. Согласно официальным данным, в 1818 году в Воронежской губернии имелось 503 субботника, в 1823 году — 3771, в 1889 году — 903. В 1811 году субботники были обнаружены в Каширском уезде Тульской губернии. Они утверждали, что веру свою «содержат издревле». В 1805 году субботники появляются в Броницком уезде Московской губернии. В 1814 году открыто дело о субботниках в Орловской губернии. В городе Елец их община существовала с 1801 года. В 1818 году дело о субботниках возникло в Бессарабской губернии, в городе Бендеры. В 1820 году по решению кабинета министров распространителей учения из числа субботников города Бендеры переселили в Кавказскую губернию. В том же году туда же выслали с семьями субботников Екатеринослава.
Министр духовных дел и народного просвещения князь Александр Голицын подаёт представление, согласно евреи занимаются распространением своего учения среди местного населения Воронежской губернии. За этим последовало утверждённое императором Александром I положение кабинета министров «О недержании евреями в домашнем услужении христиан». В 1823 году министр внутренних дел граф Виктор Кочубей представляет в кабинет министров записку о жидовствующих — о субботниках и о мерах борьбы с данной сектой, которая, по его информации, насчитывала около 20 тысяч человек в разных российских землях. По предложению графа в 1825 году выходит указ Синода «О мерах к отвращению распространения жидовской секты под названием „субботников“», по которому все распространители ереси немедленно призывались в армию, а непригодные к военной службе ссылались на поселение в Сибирь. Указ предписывал высылать из мест распространения секты всех без исключения евреев, поскольку на последних возлагалась ответственность за «совращение» православных в иудаизм; «впредь ни под каким предлогом пребывание их [евреев] там» не дозволялось. Субботникам не выдавались паспорта с целью затруднения их передвижения по стране и, следовательно, общения с евреями; им были воспрещены молитвенные собрания и «исполнение обрядов обрезания, венчания, погребения и прочих, не имеющих сходства с православными». Эти преследования привели к тому, что многие субботники формально возвращаются в Православную церковь, однако продолжая тайное соблюдение своих обрядов и обычаев.
Положение субботников становится хуже с приходом к власти императора Николая I, при котором, в частности, был издан указ от 18 декабря 1826 года о присоединённых к православию и снова предавшихся ереси. Субботников, которые открыто признавали свою религиозную принадлежность, переселяли, нередко целыми деревнями, в северное предгорье Кавказа, в Закавказье, в Иркутскую, Тобольскую и Енисейскую губернии, а после присоединения в 1858 году Приамурья к Российской империи также в Амурскую губернию. В 1842 году разработали правила о переселении субботников на кавказские территории, где им отводились земли. В 1850-х годах субботничество получает широкое распространение в Кубанской области. Трудолюбие и предприимчивость членов движения субботников, основавших процветающие деревни и способствовавших оживлению торговой жизни в землях Закавказья, привели к тому, что субботники преуспели в распространении своей религии в среде русских колонистов, которые чаще всего также были сосланными сектантами.
На прежних местах проживания также оставалось немалое количество скрытых субботников. После прихода к власти Александра II, когда репрессивные законы в отношении всех сектантов применяли мало, большинство субботников центральных российских губерний, в особенности в местах их концентрации — в Воронежской, Тамбовской и других губерниях, перестали скрывать свою религию. Субботинки Ставропольской губернии открыто заявили о своём вероисповедании в 1866 году, ссылаясь на свободы, которые предоставил манифест по случаю коронации. В Воронежской губернии субботники выходят из подпольного положения в 1873 году. В Павловском уезде 90 членов секты приговорили к лишению всех прав состояния и ссылке на поселение в закавказские земли, но ревизующий сенатор С. Мордвинов, дал о них благоприятный отзыв и ходатайствовал об отмене приговора. В 1887 году вышел указ о признании самых важных актов в личной жизни сектантов законными — с гражданской позиции. С конца XIX века субботниками поддерживалась тесная связь с еврейской общиной в Царицыне, фактически иудаистская община города состояла из русских иудаистов.
С конца 1880-х — начала 1890-х годов среди субботников появляется движение за переселение в Землю Израиля, и они целыми семьями (Куракины, Дубровины, Матвеевы, Протопоповы, Сазоновы, Егоровы, Нечаевы, Филипповы, Евдокимовы, Быковы, Пивоваровы, Гроднянские и др.) переселялись в еврейские сельскохозяйственные поселения, преимущественно в Галилею, где спустя два-три поколения растворились в еврейском населении.

### XX—XXI века
Манифест о свободе совести 17 апреля 1905 года положил конец всем законам, принятым ранее в том числе против субботников, однако администрация нередко смешивала их с евреями и применяла к ним ограничения, установленные в отношении последних. Циркуляры от 1908 года и 1909 года министерства внутренних дел разъяснили, что иудействующие обладают одинаковыми правами с коренным населением. К началу XX века общины субботников имелись в 30 губерниях Российской империи, включая несколько десятков тысяч человек. Официальная статистика до манифеста о свободе совести от 17 апреля 1905 года является заведомо неполной, поскольку сектанты, в особенности субботники, считавшиеся властями «вредной сектой», уклонялись от регистрации.
Геры из русских полностью соблюдают все галахические предписания ашкеназского ритуала, многие хорошо знают иврит. Согласно исследователю иудаизма Александру Львову, иудаистская традиция в Волгограде сохранялась в течение всего советского периода именно благодаря деятельности русских иудействующих. В постсоветское время в Волгограде община возглавлялась ортодоксальным раввином, уважительно относившимся к русской иудаистской традиции. Синагогу в этом городе посещалась потомками иудействующей семьи Колотилиных, поэтому волгоградская синагога была названа бет Давид в честь Давида Ильича Колотилина, еще в 1990-е годы возглавлявшего еврейскую общину. В постсоветский период у иудействующих произошёл конфликт с ортодоксальными иудеями. Среди прочего, последние полагают, что гиюр может совершаться только раввинами, а не просто «тремя сведущими иудеями». Ортодоксальные иудеи предпочитают именовать иудействующих молоканами.
В постсоветское время часть субботников эмигрировала в Израиль, часть переехала из традиционных мест проживания в Закавказье и Россию. Отношения субботников с российскими еврейскими религиозными организациями в России развиваются различно, в некоторых российских городах субботники активно участвуют в возрождении еврейских религиозных общин, в ряде других — местные раввины ограничивают их участие в еврейской общинной жизни. Многие современные группы иудействующих существуют либо обособленно, либо постепенно растворяются в ортодоксальных общинах. Могут существовать в качестве автономых групп в составе ортодоксальных общин, входящих в КЕРООР. Крупнейшие общины
иудействующих действуют в Волгограде, Астрахани, посёлке Высокий Воронежской области.

## Учение и обычаи
В действительности, иудаизм не является миссионерской религией, а обратившиеся в иудаизм русские крестьяне, вопреки обвинениям со стороны официальных инстанций, искали контактов с новыми единоверцами по собственной инициативе. В некоторых случаях знакомство с живым, а не книжным иудаизмом разочаровывало неофитов и приводило к их возвращению в православие.
На начальном этапе своего развития субботники были типичным радикально-антитринитарным движением. Они отвергали христианское вероучение и христианский культ. Основу их вероучения составлял Ветхий завет. В нем их привлекали такие элементы, как запрет пожизненного рабства, мотивы обличения власть имущих, единобожие (вместо христианской Троицы) и отрицание почитания «кумиров» (икон). Некоторые группы субботников считали, что Иисус не Бог, а был одним из пророков. В своих культах они стремились к исполнению библейских предписаний — обрезания, соблюдению субботы и еврейских праздников, пищевых и др. запретов и т. д., что по форме сближало их с иудейской религией. Учение субботников в разных губерниях имело свои особенности, и по свидетельству синодского указа от 1825 года, «существо секты не представляет полного тождества с еврейской верой». Эта ситуация стала причиной усилившегося, особенно со второй половины XIX века, стремления к заимствованию форм учения непосредственно у евреев.
Среди простого населения, которые самостоятельно читали Библию, основатели движения субботников изменили религиозные представления наиболее кардинально, и отвергли не только учение Православной церкви, но и христианство в целом, перейдя к иудаизму.
Сформировались различные и нередко несовместимые толки. Причинами их появления были отсутствовие постоянных контактов субботников с евреями, которым не дозволялось жить вне черты оседлости; проживание субботников разбросанно, затруднённость связи между ними; появление групп субботников в разное время и разный генезис этих групп.
Еженедельным праздничным днём является суббота (шаббат) как у иудеев, а не воскресенье, как у христиан. Соблюдаются некоторые другие традиции иудаизма — иудейские праздники, пищевые ограничения (кашрут), обрезание и другие обряды жизненного цикла. Детям давались еврейские имена. В советский период субботники иногда считались евреями и по паспорту. Так, являвшиеся субботниками жители села Ильинка Воронежской области, община которых возникла в середине XIX века, благодаря этому обстоятельству в 1970-х годах эмигрировали в Израиль.

## Толки
Толки субботников разделены на две большие группы: собственно субботники — иудействующие или перешедшие в иудаизм согласно Галахе — и христианские секты, которые празднуют субботу, соблюдают некоторые предписания и обряды иудаизма.
Собственно субботники
Субботники, именовавшиеся на Кубани также псалтирщики, а в российском законодательстве начала XX века — «субботники иудейского вероисповедания». Отвергали все христианские положения и стремились к исполнению ветхозаветных предписаний, в том числе обрезания. Ещё в конце XVIII — начале XIX века это направление пыталось войти в контакты с евреями, а некоторые из их числа проходили гиюр. В середине XIX века они были представлены организационно оформленным — с общинами, учителями, наставниками, устной традицией — отдельным религиозным учением. Большая их часть продолжало развитие в сторону иудаизма: многими общинами заимствовались элементы еврейского культа (включая применение таллита, тфиллина, соблюдение мицвот согласно с Галахой) и богослужения (на иврите). Эта тенденция усилилась в конце XIX — начале XX века. Согласно официальной статистике, на 1 января 1912 года таких субботников было 8412 человек.
Геры, которых называли также талмудисты или шапочниками, за обычай даже находясь в доме носить головной убор. По еврейским источникам имели место многочисленные случаи прозелитизма среди русского и украинского населения ещё в конце XVIII — начале XIX века. Так, жизнеописание рабби Нахмана из Брацлава «Хаей Махаран» (1874) Н. Штернхарца сообщает, что в 1805 году происходило много случаев обращения христиан в иудейскую религию по причине того, что они видели противоречия в своих священных книгах. Официальная российская статистика, как правило, не различала геров и субботников, которые строго соблюдали мицвот без формального гиюра. По состоянию на 1 января 1912 года иудействующих, предположительно, геров, насчитывалось 12 305 человек, по всероссийской переписи 1897 года — 9232 человека. Геры стремились полностью слиться с евреями, поощряли браки с ними, при этом не заключая браки даже с субботниками, посылали своих детей учиться в иешивы. В местах их наибольшей концентрации, на Кубани, в Закавказье, в начале XX века действовали сионистские кружки. На Первой конференции сионистов Кавказа, прошедшей в Тифлисе в 1901 году был делегат от станицы Михайловской в Кубанской области З. Лукьяненко. В селе Зима Иркутской губернии имелась сионистская организация, которая прислала своих представителей на прошедший в 1919 году в Томске Третий Всесибирский сионистский съезд. В советское время численность геров значительно сократилась, но в 1970—1980-х годах они ещё проживали в Сибири (в Зиме до конца 1970-х годов имелся миньян), в Воронежской и Тамбовской областях, на территориях Северного Кавказа (в районе Майкопа) и Закавказья (в городе Севане, в бывшей Еленовке в Армении, в селе Привольном в Азербайджане, в городе Сухуми и в других населённых пунктах).
В качестве особого явления рассматривается развитие субботничества под руководством геров в советский период в Воронежской области, где в 1920 году последователи субботничества проживали в 27 деревнях. В 1920—1921 годах субботники селений Озерки, Клеповка, Гвазда, Бутурлиновка, Верхняя Тишанка и др. переселяются на бывшие помещичьи земли, где образуют два отдельных населённых пункта — Ильинка и посёлок Высокий. Особенности субботников, включая изолированность проживания, сплоченность и наличие сильного духовного руководства привели к тому, что большинство из них полностью перешла ортодоксальный иудаизм, отождествив себя с евреями. В 1920-х годах в Ильинке появляется сельскохозяйственная коммуна «Еврейский крестьянин», выходным днём в которой была суббота. Первоначально назывался также колхоз, после укрупнения вошедший в колхоз «Россия». В 1920-е годы к этим субботникам с целью оказать помощь в религиозном воспитании и налаживании религиозной жизни неоднократно приезжают евреи. Примерно в 1929 году в Ильинку приезжает Залман Либерман, который исполняет обязанности шохета (см. Убой ритуальный), мохела, меламеда и хаззана. Либерман налаживает в этом поселении производство цицит и таллитов для Москвы, Ленинграда и ряда других городов и поставку кашерного мяса в Воронеж и близлежащие населённые пункты. В 1937 году Либерман стал жертвой репрессий и погиб в заключении. Синагогу закрыли, изъяли четыре свитка Торы], два из которых, однако, позже возвратили. В 1930-е годах в ходе оформления документов некоторые жители этих посёлков, в особенности Ильинки, настаивали, чтобы в актах гражданского состояния в графе «национальность» их записали как евреев. Согласно исследованию, которое проведёл в 1960-х годах Институт этнографии АН СССР, даже в менее ортодоксальном Высоком по состоянию на 1963 год из 247 мальчиков дошкольного возраста только 15 не были обрезаны, а в 1965 году в Иом-Киппур в этом населённом пункте никто не выходил на работу. В Ильинке обязательно совершали обрезание всем новорождённым мальчикам, для чего ездили в Воронеж и на Кавказ; не было зафиксировано ни одного случая смешанного брака, жители соблюдали субботу, еврейские праздники и частично кашрут, но лишь в домашних условиях. В 1973—1991 годах большая часть жителей Ильинки уехала в Израиль.
Субботники-караимиты. В Тамбовской губернии это направление именовалось староиудеями или бесшапочными. Ими не признается Талмуд, единственный источник веры для них - Ветхий завет. Эта секта появляется под влиянием крымских караимов около 1880 года. По состоянию на 1 января 1912 года их было 4092 человек В 1905–1912 году по официальным данным к ним перешло 30 человек: в это время хотя и со значительными оговорками, допускался переход христиан в нехристианские вероисповедания, но с 1913 году правила ужесточили. В 1910-х году эти субботники имели религиозную и литургическую караимскую литературу на русском; регионами их проживания были Саратовская, Тамбовская и Астраханская губернии, Алтай и Кубанская область. В 1960-х годах известны случаи, когда представители этого направления, которые проживали в Астрахани и Волгограде, записывались караимами.
Христианские толки субботников
Субботники-молокане один из толков в молоканстве. Ещё в ранний период на молоканство, которое основал Семён Уклеин в XVIII века, значительно влиял иудаизм. Уклеин впрочем по причине трудности исполнения законов и запретов иудейской религии не решился предписать их исполнение всей общине, однако наиболее близкие к нему ученики стали их соблюдать. Его преемник Сундуков (в Саратовской губернии) стремился к более явному сближению с иудаизмом, что привело к расколу в секте. Последователи Сундуков и получили наименование субботников-молокан, они включили в обычай соблюдение субботы и др. иудейских праздников, а также держались ветхозаветных пищевых запретов, но при этом признавали и Евангелие. На 1 января 1912 года насчитывали  4423 субботников-молокан. Являются сектой, промежуточной между христианством и субботничеством.
Другой молоканский толк — прыгуны — в 1860–1870-х годах породил движение за принятие Моисеева Закона. В этом толке вошли в употребление библейские имена, отмечали субботу и некоторые ветхозаветные праздники и вели споры о необходимости обрезания. Николай Дингельштадт (в книге «Закавказские сектанты в их семейном и религиозном быту», СПб., 1885) отмечал, что многие прыгуны «серьёзно подумывают о переходе в субботники, признавая их веру более правою и согласною с Писанием». Многие из числа субботников-молокан и прыгунов в дальнейшем переходили в иудейское субботничество и могли становиться герами.
Христианские субботники представляют собой секту, которая появилась в Тамбовской области в 1926 году в качестве ответвления адвентизма.

## Численность
По приблизительным подсчётам, в настоящее время на постсоветском пространстве проживают около 10 тысяч субботников — в нескольких регионах России, а также в Армении и Азербайджане.